# Silene tridentata
Silene tridentata là loài thực vật có hoa thuộc họ Cẩm chướng. Loài này được Desf. miêu tả khoa học đầu tiên năm 1798.